# Departement Maasland
Maasland was een departement van het koninkrijk Holland waarvan het gebied ongeveer overeenkomt met dat van de huidige Nederlandse provincie Zuid-Holland.
Na de oprichting van het koninkrijk Holland in 1806 werd bij wet van 13 april 1807 de departementale indeling van het rijk vastgesteld. Het voormalige departement Holland van het Bataafs Gemenebest werd in twee delen gesplitst: de departementen Amstelland en Maasland. De vaststelling van de grens geschiedde niet erg accuraat. De grens tussen de beide departementen was ongeveer die tussen de oude baljuwschappen van Kennemerland en Rijnland.
Landdrost van Maasland waren:
Jacob Abraham Uitenhage de Mist (8 mei 1807 – 30 november 1807)
Arnoldus van Gennep (1 december 1807 – 30 september 1808)
Carel Gerard Hultman (30 september 1808 – 28 december 1810)
Op 16 maart 1810 werd het gebied van het departement ten zuiden van de Waal door Frankrijk geannexeerd en bij het Franse departement Monden van de Rijn gevoegd.
Toen het gehele koninkrijk Holland op 9 juli 1810 bij het Eerste Franse Keizerrijk werd gevoegd, werd het resterende deel van het departement Maasland op 1 januari 1811 omgevormd tot het departement Monden van de Maas.
Amstelland · Brabant · Drenthe · Gelderland · Groningen · Friesland · Maasland · Oost-Friesland · Overijssel · Utrecht · Zeeland